# 한국미용박물관
한국미용박물관은 재단법인 빛고을문화재단에서 운영하는 전국 최초의 전통미용박물관이다. 빛고을문화재단 설립자인 이성자씨가 20여 년간 수집한 학술적.전통적 가치가 있는 미용문화용품을 포함해 민속자료.생활용품 등 450여점의 유물이 전시되어 있다. 지상 4층, 연면적 796m2 규모이며 광주광역시 북구 중흥동 335-1에 위치하고 있다.

## 안내

### 1층
한국.중국.일본 등의 전통미용을 체험할 수 있는 아시아 미용 체험스튜디오가 설치되어 있다.

### 2층
기획전시실과 영상실이 있으며 상고시대에서부터 근대에 이르기까지 여인들의 전통 머리모형.복식을 재현한 미용관련 자료가 전시되어 있고 관람객에게 전통미용의 이해를 돕기 위한 영상실도 함께 갖추고 있다.

### 3층
상설전시실에 남여 미용장신구 및 수식품 등 전통미용도구. 미용관련 그림.사진.서적 등 각종 민속자료가 전시되어 있어 한국 전통미용의 역사를 한눈에 볼 수 있다.

### 4층
전통한옥 사랑채 분위기의 세미나실과 미용관련 유물 등을 보관할 수 있는 수장고를 갖추고 있다.

## 같이 보기
- 빛고을문화재단